# Alvin och gänget: Gasen i botten
Alvin och gänget: Gasen i botten (originaltitel: Alvin and the Chipmunks: The Road Chip) är en amerikansk långfilm från 2015 regisserad av Walt Becker. Filmen är en uppföljare till Alvin och gänget, Alvin och gänget 2 och Alvin och gänget 3.